# Villa Pazzi al Parugiano

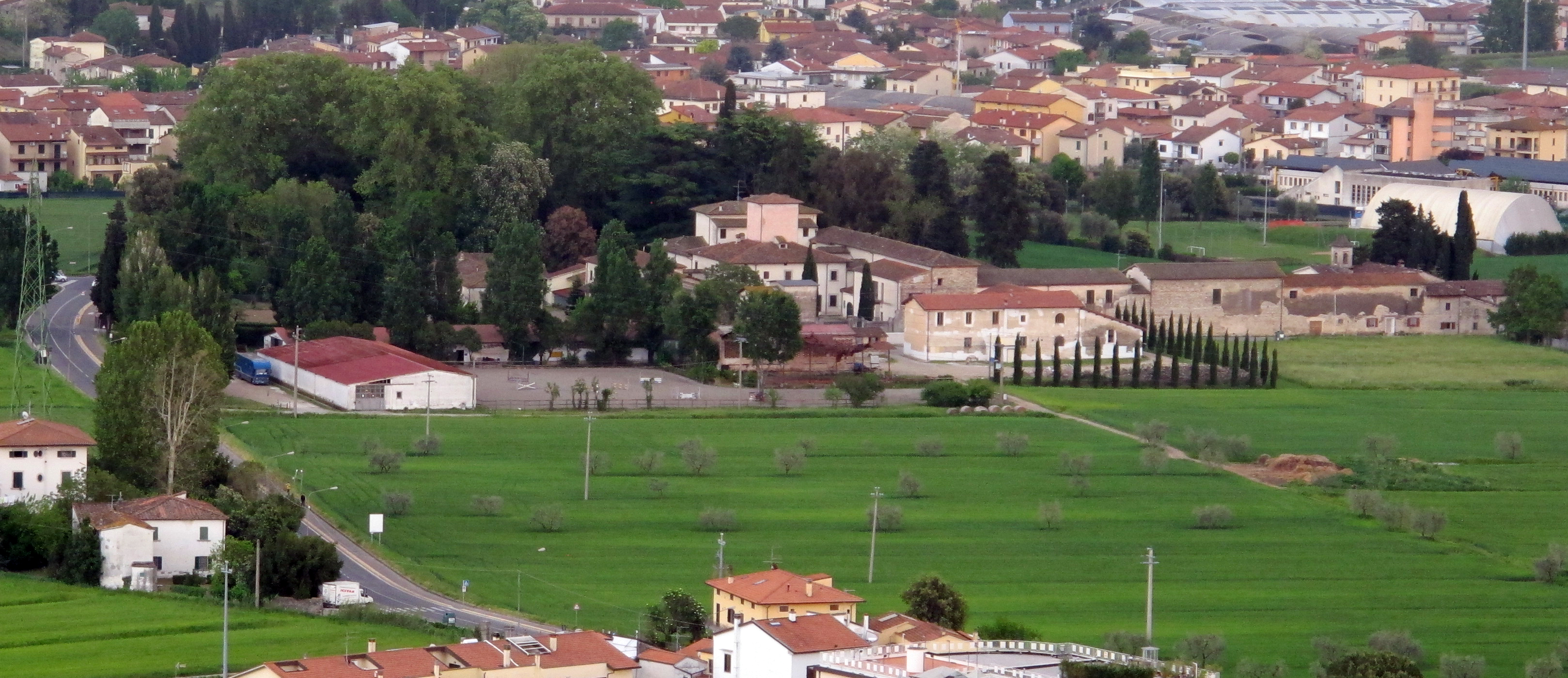
Il complesso del Parugiano

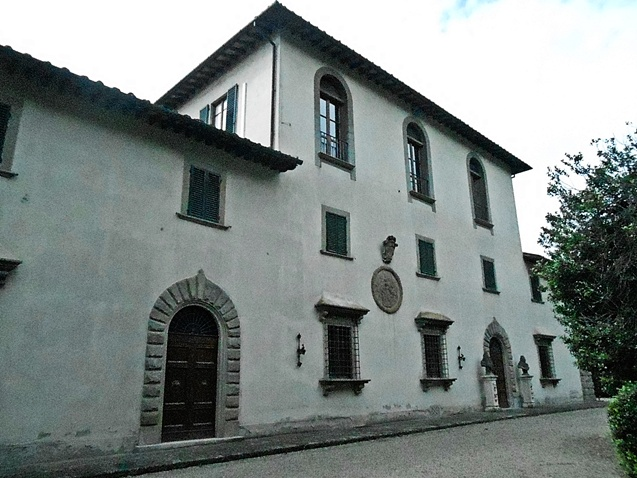
Villa Pazzi

La Villa Pazzi al Parugiano è un edificio storico di Montemurlo in provincia di Prato, situato in via Montalese 219, località Bagnolo.

## Storia
Il toponimo Palusano, lungo la via Cassia, è documentato fin dal 994, quando vi è ricordata una torre che, nel 1020, risulta già trasformata in una "corte a castello", appartenente ai conti Guidi.
La conquista dei feudi della zona da parte di Firenze, compreso Montemurlo, fece sì che ai primi del Trecento il Parugiano diventi di proprietà della famiglia Pazzi, sebbene nel 1325 il complesso fosse espugnato e distrutto da Castruccio Castracani.
Persa la sua funzione difensiva, nel XV secolo il complesso fu essenzialmente un centro agricolo rurale fatto di alcuni edifici attorno a una corte, ma a seguito di acquisti e nuove costruzioni i Pazzi vi crearono una villa turrita. Nonostante le travagliate vicende politiche della famiglia, i Pazzi rimasero proprietari del Parugiano per quasi 500 anni. Nel 1537 la villa, come altre della zona, fu interessata dai fatti della battaglia di Montemurlo: qui Piero Strozzi aveva fatto appostare una compagnia di archibugieri che tendessero un agguato alle truppe fiorentine medicee dirette ad assediare il castello.
Nata in Firenze il 2 aprile 1566, vi visse per lunghi periodi estivi durante l'infanzia Caterina, poi nota come suor Maria Maddalena, la santa mistica canonizzata nel 1669 che tanta importanza ebbe nella vita spirituale fiorentina della sua epoca. Proprio qui la giovane ebbe la sua prima visione estatica, in una camera che ancora oggi è ricordata col suo nome.
Vi visse anche Giovanni Girolamo Pazzi, fondatore dell'Accademia Colombaria, che qui sperimentò la coltivazione di piante officinali.
Nel 1935 infine la villa fu acquistata da Adolfo Coppedè, i cui discendenti ne mantennero la proprietà fino al 1980.

## Descrizione

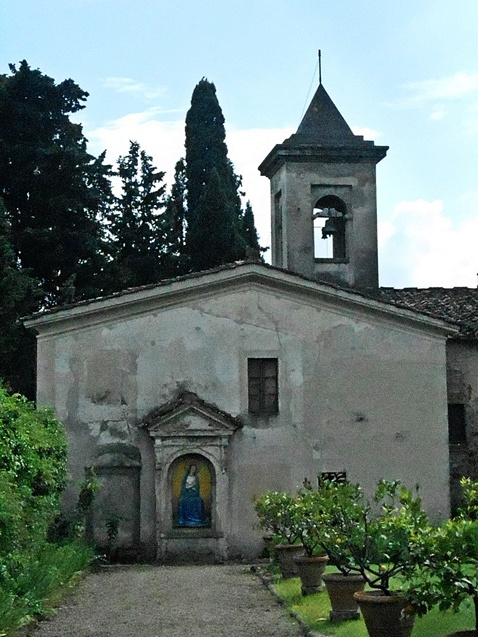
La cappella

### Esterno
Delle originarie strutture medievali restano alcune tracce negli spessori di alcune pareti e nella struttura organizzata attorno alla corte. La facciata principale della villa ha forme cinquecentesche, con sei assi che al pian terreno mostrano due portali centinati (ma solo quello destro è antico) e quattro finestre inginocchiate. La torretta al centro è stata appesantita da ampliamenti recenti. Accanto al portale antico due busti settecenteschi in pietra sono attribuiti al fiorentino Vittorio Barbieri; sulla facciata si trovano anche uno stemma quattrocentesco dei Pazzi e, più in alto, quello dei Coppedè.
Il prospetto sul lato ovest fu invece ristrutturato dai Coppedé con il riuso di alcuni elementi antichi, come un architrave quattrocentesco. Agli interventi del 1935-36 risalgono anche il collegamento della villa al granaio con un portico colonnato, il loggiato neocinquecentesco della limonaia (con colonne di recupero), e la tinaia del giardino.

### Interno

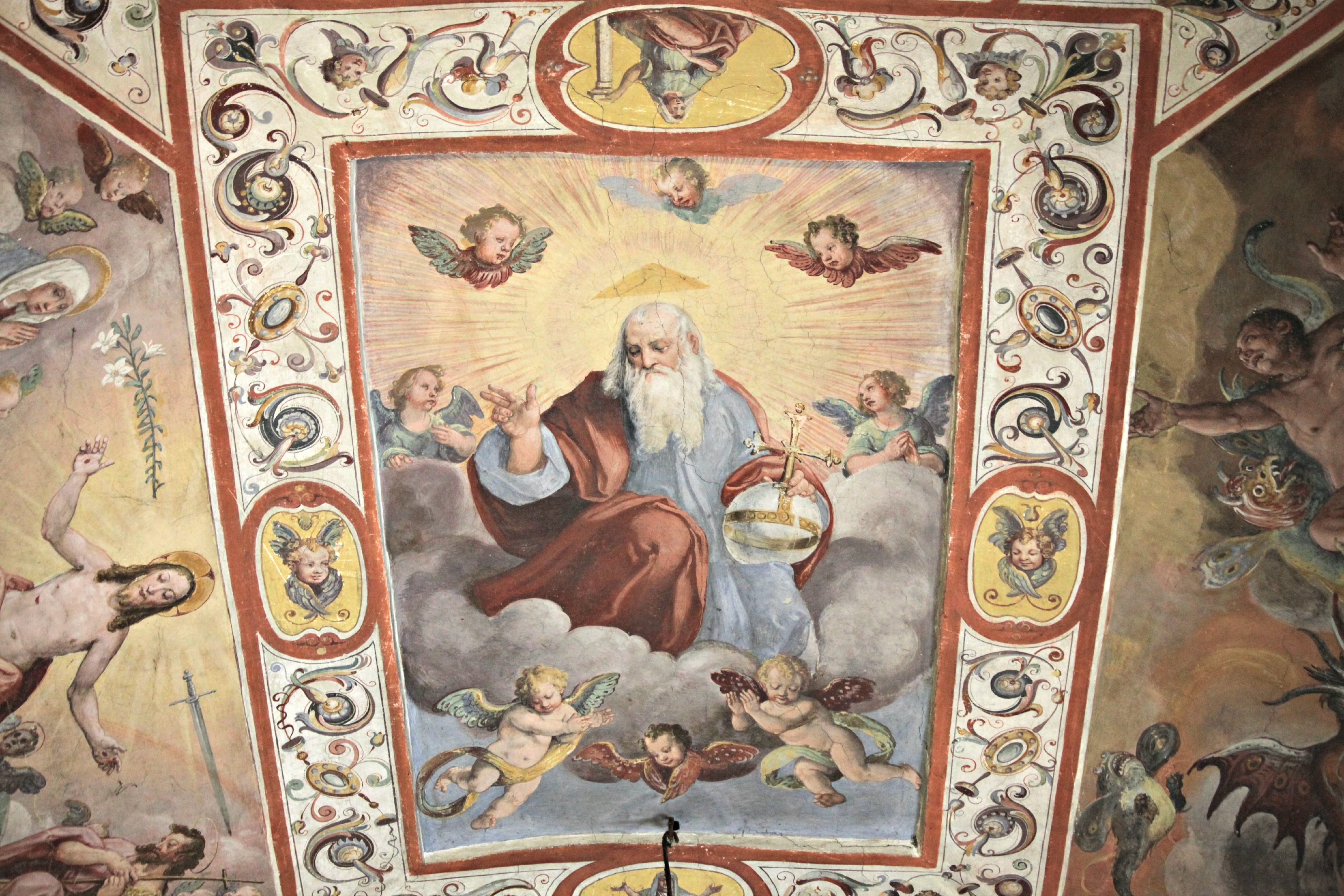
Affreschi di Giovanni Stradano, Dio padre

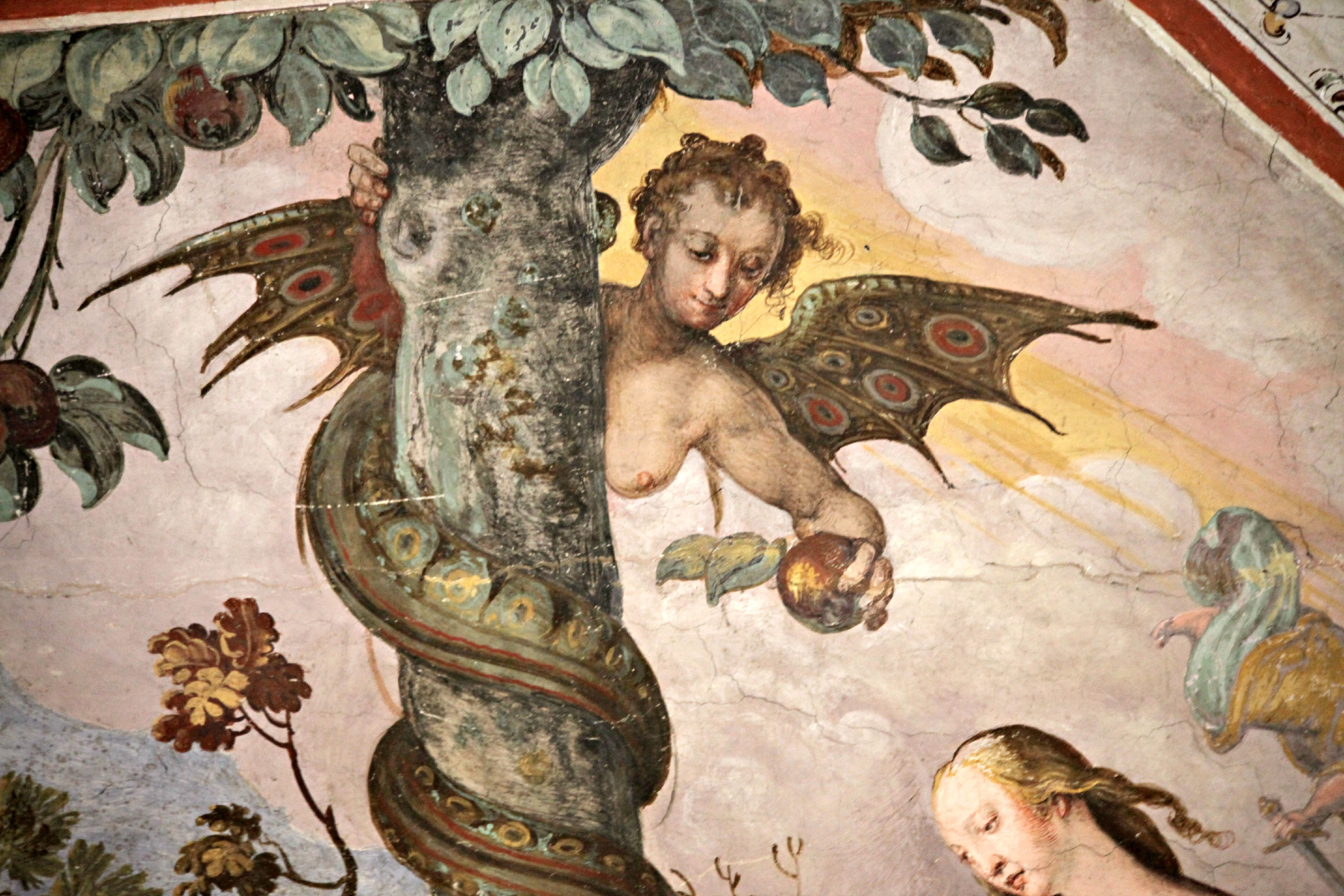
Peccato originale, dettaglio

All'interno varie sale conservano le decorazioni settecentesche, come le cinque camere e l'alcova al primo piano, affrescate a prospettive, finte rovine e vedute "alla boschereccia " nel 1768 circa. Più recente è la galleria-vestibolo, realizzata dal Coppedè nel 1935-36, in stile razionalista, nata per fare da showroom ai pezzi di mobilio creati dalla sua ditta familiare. Sebbene la raccolta originale sia stata in larga parte dispersa, restano un soffitto intagliato di Mariano Coppedè del 1889 circa, un camino neomanierista del figlio di Adolfo e mobili intarsiati neocinquecenteschi, oltre calchi in gesso di sculture del XIX secolo.

### Cappella
La cappella originariamente dedicata a san Girolamo, o oggi a santa Maria Maddalena dei Pazzi (dal 1728), fu realizzata tra il 1566 e il 1583, è nota per il ciclo di affreschi di Giovanni Stradano del 1583-84.
Seguendo un complesso programma iconografico controriformato, l'artista raffigura sulla volta a padiglione sopra l'altare un Dio Padre tra grottesche, affiancato sui lati brevi dalla Creazione degli elementi, il Peccato originale e la Cacciata dal Paradiso, mentre su quelli lunghi dal Giudizio universale e l'Inferno; negli spigoli si trovano gli Evangelisti, e lungo le pareti si trovano i santi penitenti entro paesaggi (Antonio Abate, Paolo Abate, Onofrio, Girolamo, Giovanni Battista). Arricchiscono il ciclo rimandi alla vita contemplativa nelle vedute di alcuni celebri complessi benedettini, quali la certosa del Galluzzo, Santa Maria dell'Impruneta, Vallombrosa, mentre andarono perduti con l'ampliamento della struttura il santuario di Loreto, l'eremo di Camaldoli e il santuario della Verna. Sulla parete d'ingresso si trova poi una nota veduta della Rocca di Montemurlo; completano nella parte inferiore delle pareti gli Apostoli a destra e le Scene della vita di Maria a sinistra, in parte ridipinti da Carlo Coppedè nel 1937-38.
La tela del Redentore che appare ai santi Maria Maddalena de' Pazzi, Antonio abate e Romualdo è opera di Francesco Conti; anche l'organo è antico, opera del napoletano Felioce Cimmino risalente al 1713.
Il vano aperto tramite un arco con colonne fu realizzato nell'ultimo quarto del Settecento e dipinto da Giovanni Venturini con scene della vita di santa Maria Maddalena de' Pazzi. Ai primi del XIX secolo risale il portico sulla facciata occidentale e al 1811 il coretto.

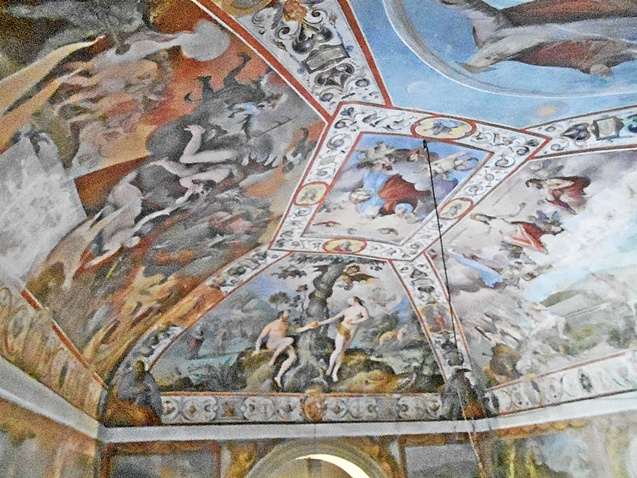
Interno della cappella
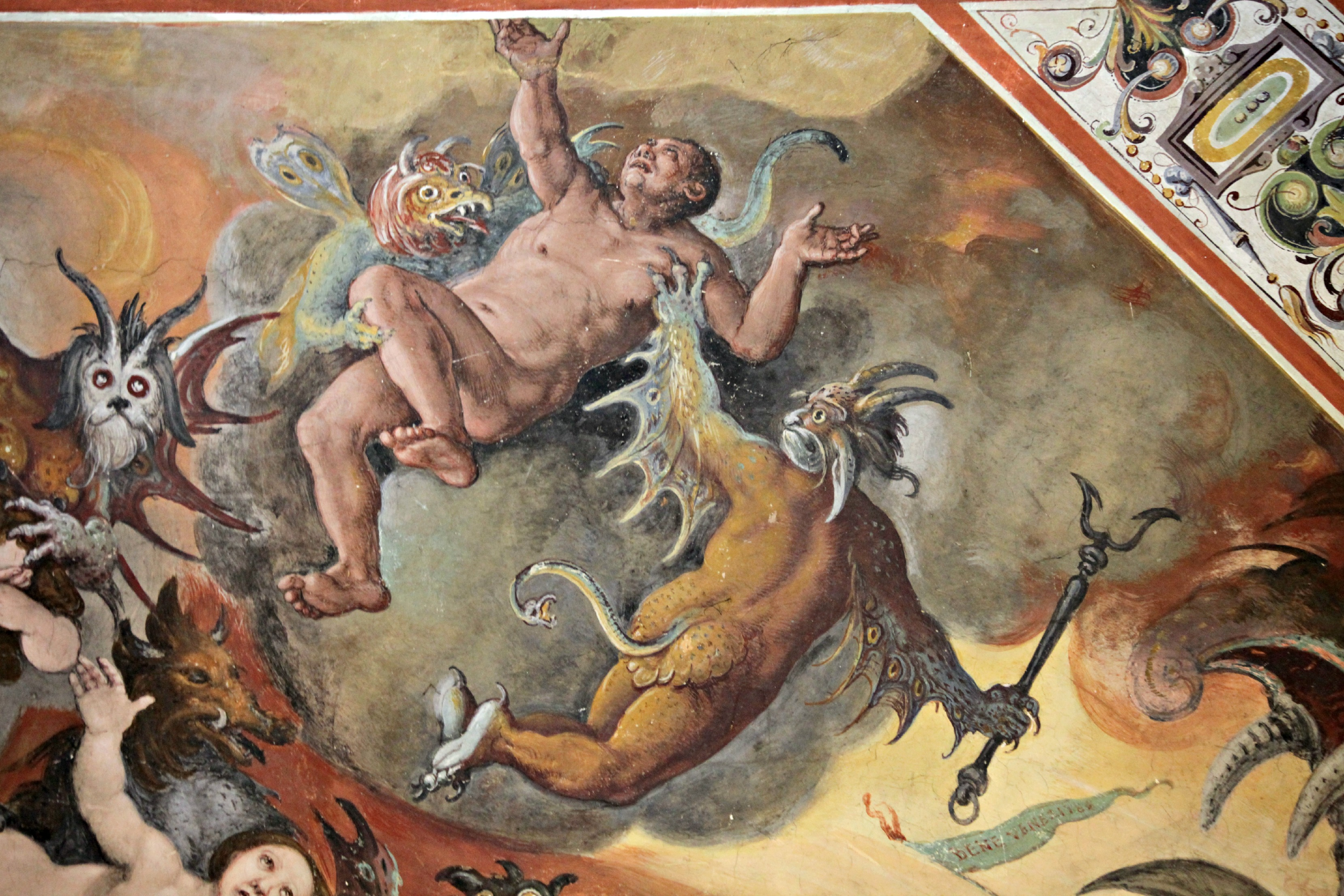
Inferno, dettaglio
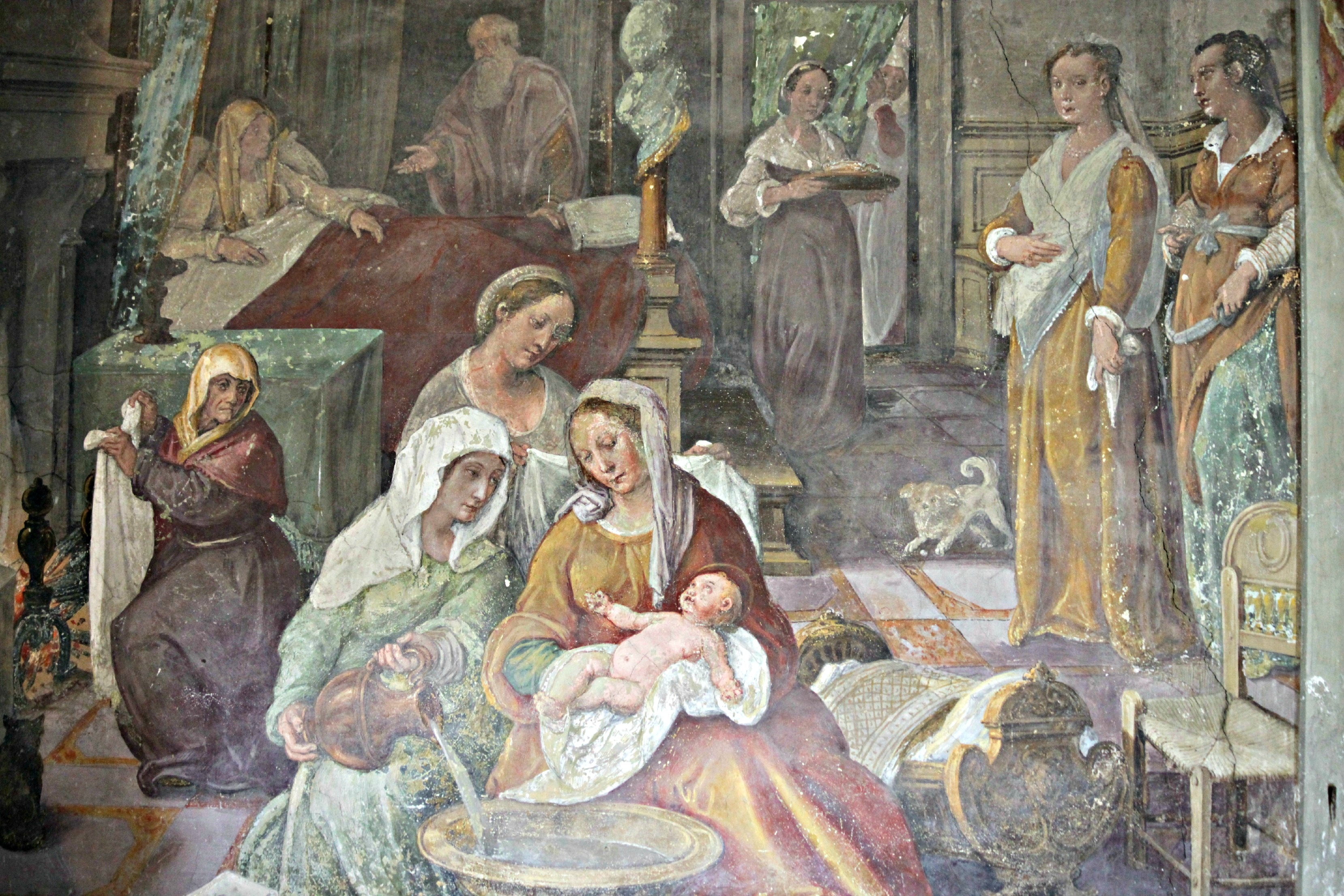
Natività della Vergine
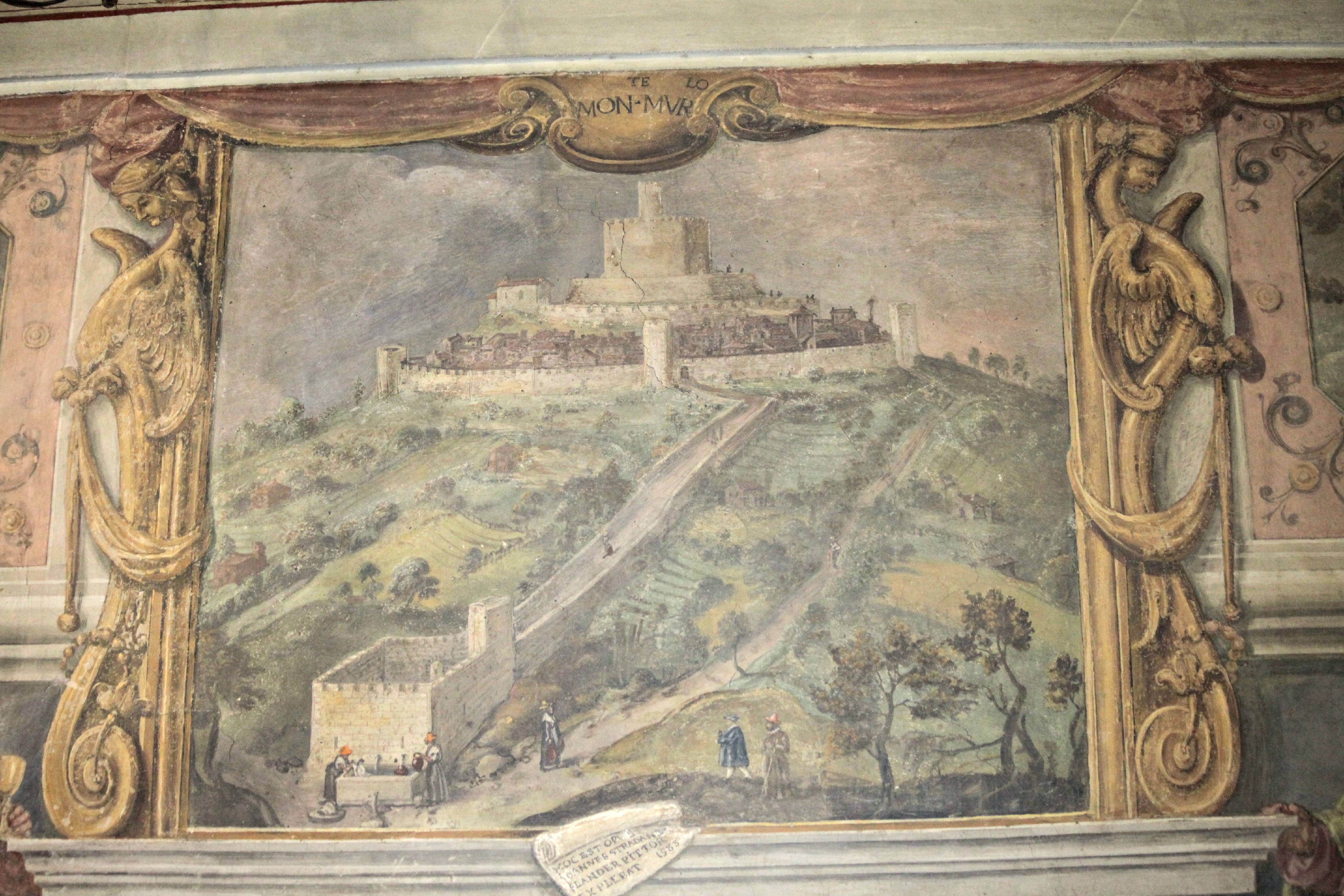
Veduta della rocca di Montemurlo
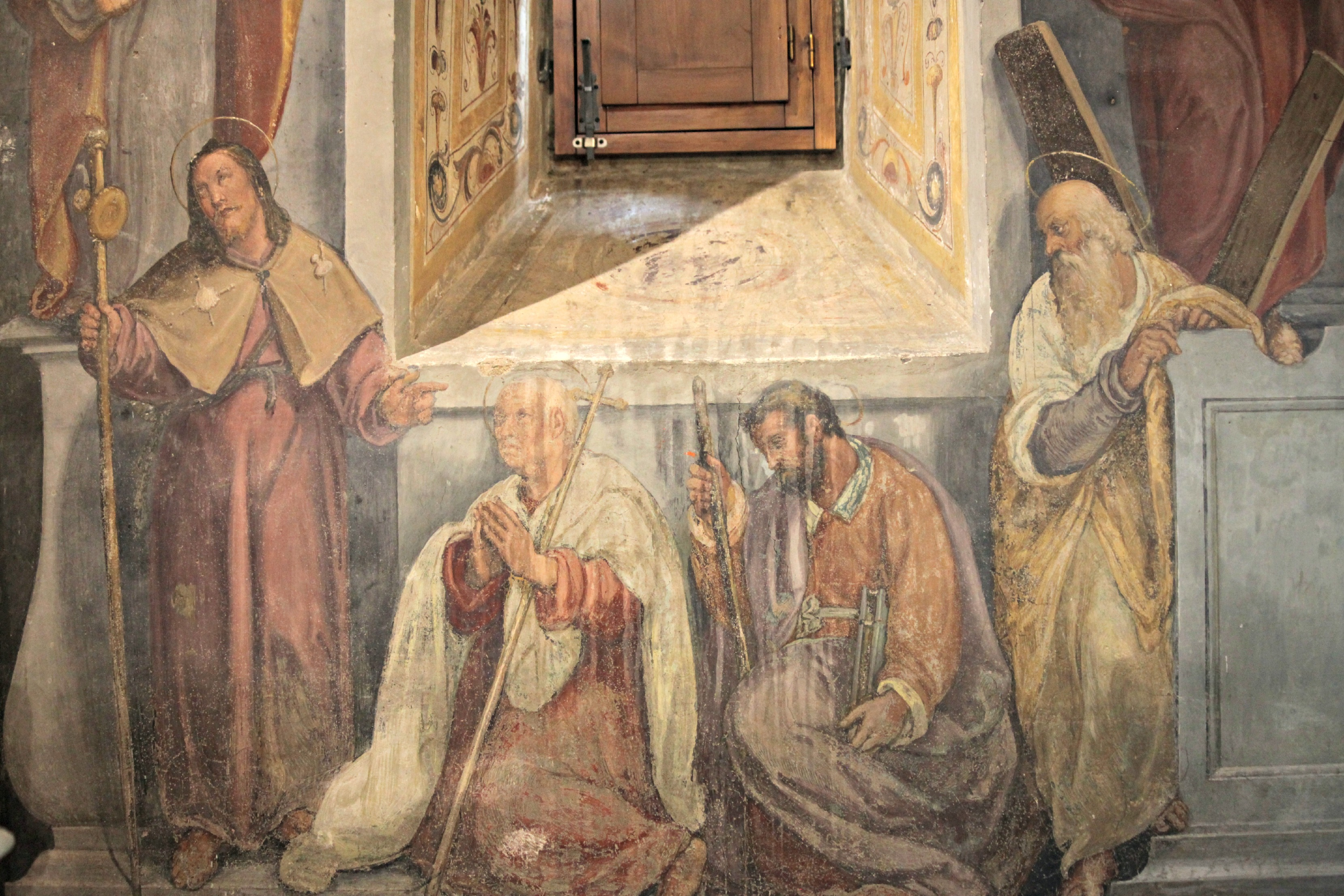
Santi
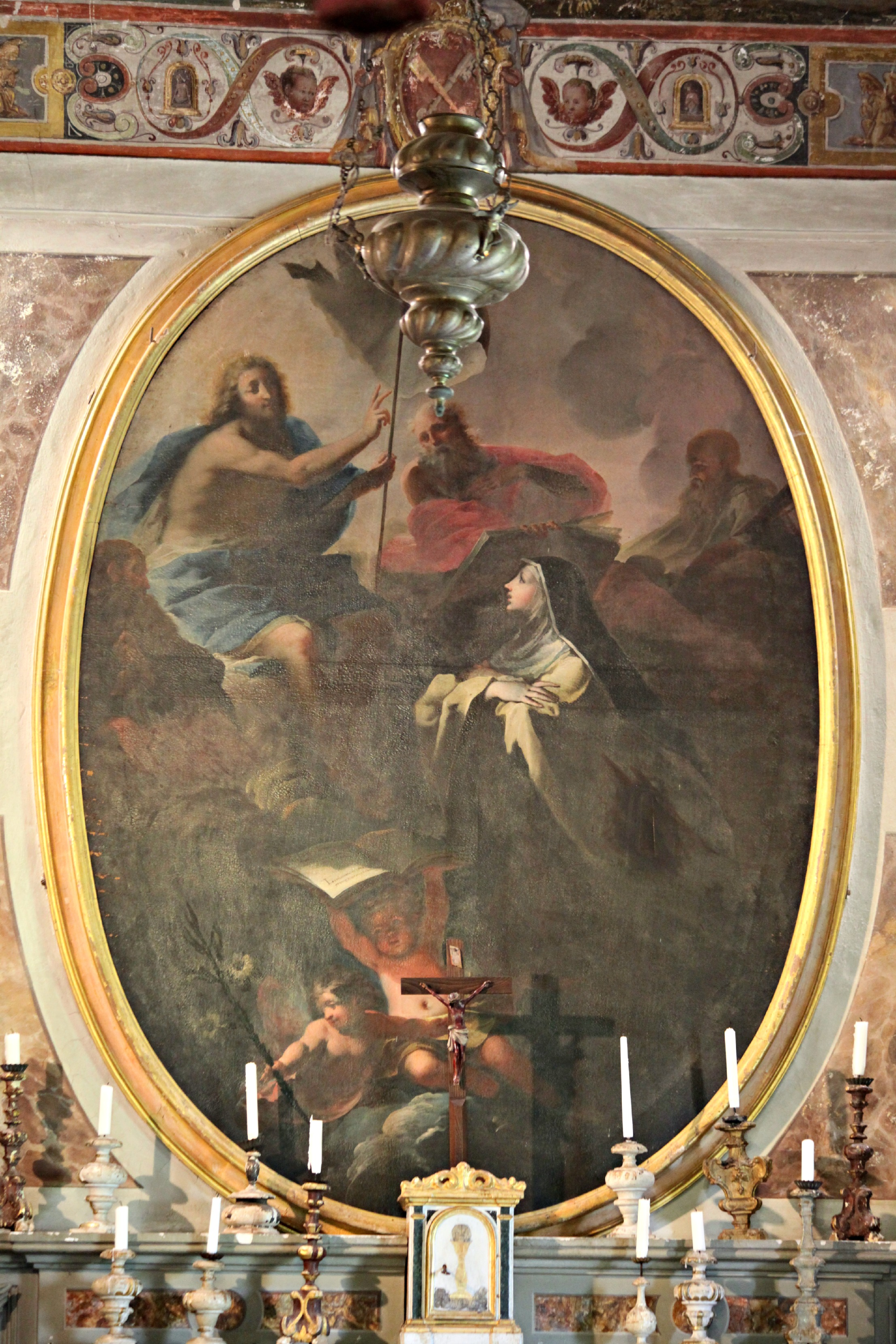
Tela di Francesco Conti

### Giardino

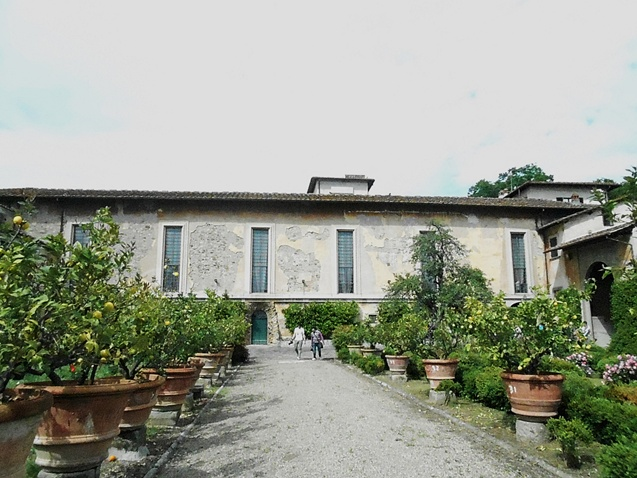
Giardini e limonaia

La villa si affaccia su un prato arricchito da alti platani e una quercia, con al centro una fontana ricomposta nell'Ottocento con materiali di spoglio. Il resto del giardino è all'inglese, con copie di statue antiche.